# Dieudonné Nzapalainga
Dieudonné Nzapalainga (Bangassou, 14 de março de 1967) é um cardeal católico, atual arcebispo de Bangui. Era, no momento de sua criação como cardeal, o mais jovem membro do Colégio dos Cardeais e foi o primeiro clérigo nascido após o Concílio Vaticano II a ser nomeado cardeal.

## Biografia
Nascido em 14 de março de 1967 em Bangassou (RCA). Ao final dos estudos secundários, começou a formação espiritana, na antiga Fundação da África Central: o Postulantado em Otéle, a Filosofia, em Libreville, o Noviciado em Mbalmayo e a Teologia em Paris. Fez a profissão perpétua em 6 de setembro de 1997, foi ordenado diácono no dia seguinte e sacerdote em 9 de agosto de 1998, em Bangassou.
Dieudonné Nzapalainga começou sua vida sacerdotal em Marselha como capelão da casa de São Francisco de Sales, da obra “Órfãos de Auteuil”. Ao mesmo tempo colaborou com a paróquia de São Jerônimo, também em Marselha, onde permaneceu por oito anos.
Em 26 de maio de 2009, foi nomeado administrador apostólico da arquidiocese de Bangui. Em 14 de maio de 2012, foi nomeado arcebispo desta arquidiocese, pelo então Papa Bento XVI. Foi consagrado em 22 de julho de 2012, tendo como consagrante o cardeal Fernando Filoni, prefeito da Congregação para a Evangelização dos Povos, tendo como co-consagrantes Jude Thaddeus Okolo, núncio apostólico e Edouard Mathos, bispo de Bambari.
Em 9 de outubro de 2016, durante o Angelus, o Papa Francisco anunciou a sua criação como cardeal no Consistório Ordinário Público de 2016. Em 19 de dezembro, recebeu o anel cardinalício, o barrete e o título de cardeal-presbítero de Santo André do Vale.